# إرنست رايت (لاعب كريكت)
إرنست رايت (24 أكتوبر 1894 في المملكة المتحدة - 16 ديسمبر 1977) (بالإنجليزية: Ernest Wright)‏ هو لاعب كريكت بريطاني (وحمل سابقاً جنسية المملكة المتحدة لبريطانيا العظمى وأيرلندا). لعب مع نادي مقاطعة نورثامبتونشير للكريكت ‏.

## وصلات خارجية
- إرنست رايت على موقع إي آس بي آن كريك إنفو (الإنجليزية)